# Tossina T-2
La tossina T-2 è una micotossina appartenente al gruppo dei tricoteceni prodotta come metabolita secondario da alcune specie di funghi appartenenti al genere Fusarium.
Questo composto non è solubile in acqua, ma è solubile in diclorometano, DMSO, etanolo, etilacetato; è leggermente solubile in etere di petrolio.

## Effetti sull'uomo e sugli animali
La tossina T-2 contamina prevalentemente cereali quali mais, grano, orzo e avena ed è molto tossica per gli animali che consumano i mangimi da essa contaminata, generalmente suini, bovini e polli, in cui provoca gastroenteriti emorragiche, vomito e rifiuto del cibo.
Nell'uomo la tossina T-2 è la principale causa della leucopenia tossica alimentare o aleukia tossica alimentare (ATA).
Il quadro clinico derivante dall'intossicazione da T-2 comprende disturbi all'apparato digerente, emorragia, edema, lesioni del cavo orale, dermatite, e leucopenia.
Studi scientifici hanno dimostrato che questa tossina, oltre che per ingestione, può penetrare nell'organismo umano attraverso 
la pelle . Anche se il contatto con la tossina non provoca sintomi significativi, non si possono escludere effetti sulla pelle, motivo per cui andrebbe evitato.
La dose letale (LD50) di questa tossina negli animali varia tra i 3 e i 5 mg/kg.
La curva dose-risposta è molto ripida poiché, per la natura lipofila del tricoteceni, la T-2 viene assorbita rapidamente e assimilata completamente. Il meccanismo con cui la tossina T-2 provoca la morte cellulare passa attraverso l'inibizione della sintesi proteica al ribosoma 80S.

## Curiosità
La tossina T-2 è stata probabilmente dispersa in aria come agente di guerra chimica nelle zone di combattimento nel Sud-Est asiatico (Laos e Cambogia) e in Afghanistan, dove gli abitanti hanno descritto una sostanza gialla come "granuli o nebbie che cadevano come pioggia", motivo per cui questa sostanza fu chiamata "pioggia gialla".